# Wintersong
Wintersong fra 2006 er det sjette album fra den canadiske sanger og sangskriver Sarah McLachlan. Det er julealbum med coverversioner af kendte julesange.
Albummet solgte over 20.000 eksemplarer den første uge, og nåede op på en syvendeplads på den amerikansk Billboard 200. På verdensplan har albummet solgt over 1,1 millioner eksemplarer.

## Indhold
1. "Happy Xmas (War Is Over)" – 3:28
2. "What Child Is This? (Greensleeves)" – 3:31
3. "River" – 4:02
4. "Wintersong" – 3:31
5. "I'll Be Home for Christmas" – 3:15
6. "O Little Town of Bethlehem" – 3:51
7. "The First Noel / Mary Mary" – 5:00
8. "Silent Night" – 3:48
9. "Song for a Winter's Night" – 3:48
10. "Have Yourself a Merry Little Christmas" – 3:44
11. "In the Bleak Mid Winter" – 3:46
12. "Christmas Time Is Here" (sammen med Diana Krall) (Vince Guaraldi) – 3:59

## Hitlister
| År   | Single                                 | Hitliste                      | Højeste placering |
| ---- | -------------------------------------- | ----------------------------- | ----------------- |
| 2006 | River                                  | Billboard Hot 100             | 71                |
| 2006 | River                                  | Pop 100                       | 70                |
| 2006 | River                                  | Hot Digital Songs             | 66                |
| 2007 | River                                  | Hot Adult Contemporary Tracks | 8                 |
| 2007 | Have Yourself A Merry Little Christmas | Hot Adult Contemporary Tracks | 6                 |
| 2007 | Happy Xmas (War Is Over)               | Hot Adult Contemporary Tracks | 5                 |